# Lany poniedziałek (film)
Lany poniedziałek – polsko-estońsko-czeski komediodramat z 2024 roku w reżyserii Justyny Mytnik, będący jej pełnometrażowym debiutem.

## Produkcja
Film powstał w koprodukcji Alexandra Film, Bionaut i EC1 Łódź – Miasto Kultury. Był współfinansowany przez Polski Instytut Sztuki Filmowej, czeski Państwowy Fundusz Filmowy i Estoński Instytut Filmowy, Eesti Kultuurkapital oraz Kreatywna Europa MEDIA.
Zdjęcia zrealizowano w Bystrzycy Kłodzkiej, Ldzaniu-Talarze (zabytkowy młyn oraz scena topienia Marzanny). Mieszkanie Sylwii (Jowita Budnik) zagrało mieszkanie w jednej z kamienic przy ul. Kopernika w Łodzi.
Premiera filmu odbyła się 23 września 2024 na Festiwalu Polskich Filmów Fabularnych w Gdyni, gdzie prezentowany był w konkursie głównym. Ponadto film prezentowano m.in. na Festiwalu Filmowym w Chociebużu i Festiwalu Filmowym w Tallinnie. Premiera kinowa odbyła się 6 grudnia 2024.

## Fabuła
Motywem przewodnim filmu, jest wychodzenie z traumy związanej z gwałtem, do którego doszło w tytułowy lany poniedziałek. Film stanowi próbę opowiedzenia o tym doświadczeniu, uwypuklając w nim siłę empatii i otoczenia, które wpływa na ofiarę – piętnastoletnią Klarę (Julia Polaczek), która nie otrzymuje odpowiedniego wsparcia od najbliższych. Dziewczyna szuka remedium w rytuałach, religii, wśród znajomych oraz w naturze. Wsparcie i zrozumienie znajduje u nowej przyjaciółki – Bogini (Maja Kleszcz). Dziewczyny wspólnie mierzą się z traumą, szukając utraconego sensu i radości życia.

## Obsada aktorska
- Julia Polaczek – Klara
- Nel Kaczmarek – Marta, siostra Klary
- Weronika Kozakowska – Diana
- Jowita Budnik – Sylwia, matka Klary i Marty
- Maja Kleszcz – Bogini
- Kamila Kisała – Laura
- Nikola Kandzia – Nikola
- Ignacy Klim – Piotrek
- Gracjan Kosyl – Mati
- Igor Musiewicz – Łukasz
- Anita Poddębniak – babcia Klary i Marty
- Andrzej Gałła – dziadek Klary i Marty
- Piotr Łukaszczyk – Tymon, wujek Klary i Marty
- Kacper Środowski – „Metal”
- Ksawery Biegański – „Metal”
- Robert Bączyk – ksiądz[2]

## Nagrody
| Rok  | Nagroda | Kategoria                   | Odbiorca (jeśli wskazano)  | Wynik   |
| ---- | --- | --------------------------- | -------------------------- | ------- |
| 2024 | Nagroda Międzynarodowej Konfederacji Kin Studyjnych (CICAE Award) na Festiwalu Polskich Filmów Fabularnych | najlepszy debiut reżyserski | Justyna Mytnik             | nagroda |
| 2024 | Festiwal Filmowy w Chociebużu                                                                              | najlepszy film młodzieżowy  | najlepszy film młodzieżowy | nagroda |